# Đại học Beograd
Trường Đại học Belgrade (tiếng Serbia: Универзитет у Београду / Univerzitet u Beogradu) là trường đại học lâu đời nhất và lớn nhất của Serbia.
Được thành lập vào năm 1808 với tên gọi trường đào tạo bậc đại học Belgrade trong đợt Serbia cách mạng, vào năm bởi 1838 nó sáp nhập với các sở Kragujevac-dựa thành một trường đại học duy nhất. Trường có gần 90.000 sinh viên (trong đó có khoảng 1.700 sau đại học) và hơn 4.200 thành viên của đội ngũ giảng viên.
Đại học này bao gồm 31 khoa, 8 viện nghiên cứu, một hệ thống thư viện đại học và trung tâm thông tin, và Thư viện Đại học Belgrade (Carnegie thư viện). Các khoa tụ vào năm nhóm dựa trên đặc điểm học tập của họ.
Từ khi thành lập, Trường đã đào tạo hơn 330.000 cử nhân, khoảng 21.300 cao học, 29.000 chuyên gia và 12.600 tiến sĩ  Năm 2010, Đại học Belgrade được xếp hạng thứ 11 trong số 100 cơ quan nghiên cứu trên cùng ở Trung và Đông Âu.

## Sinh viên nổi tiếng
Các sinh viên nổi tiếng của trường này gồm các tổng thống Serbia  Boris Tadić và Ivan Stambolić, tổng thống đầu tiên của Macedonia Kiro Gligorov, tổng thống đầu tiên Môntenegr Filip Vujanović, các thủ tướng Serbia Zoran Đinđić, Vojislav Koštunica và Mirko Cvetković, các chủ tịch của Đại hội đồng Liên Hợp Quốc Srgjan Kerim và Lazar Mojsov, các lãnh đạo tôn giáo Patriarch Irinej của Serbia và John của Shanghai và San Francisco, chủ tịch của Viện hàn lâm hoàng gia Serbia Sima Lozanić, bộ trưởng ngoại  giao Serbia Vuk Drašković, nhà kinh tế học Slovenia Mitja Gaspari, nhà thần học chính trị Serbia Dimitrije Tucović, Nikola Milošević, Mihailo Marković và Ljubomir Tadić, nhà hoạt động America Fredy Perlman, thống đốc bang Nigeria Enugu Okwesilieze Nwodo, đại diện cá nhân của Josip Broz Tito Svetozar Vukmanović-Tempo, nhà sáng lập viện Hy Lạp và nghiên cứu tôn giáo Athanasios Angelopoulos, nhà khoa học Miomir Vukobratović và nhà triết học Miroslav Marcovich. Các nhà văn có Miloš Crnjanski, Meša Selimović, Desanka Maksimović, Danilo Kiš, Branislav Nušić, Branko Ćopić, Borisav Stanković, David Albahari và Abdul Rahman Munif. Nhà vật lý có Bogdan Maglich, Milan Kurepa, Pavle Savić. Nhà toán học có Mihailo Petrović, Dragoslav Mitrinović...
Hình ảnh cựu sinh viên nổi tiếng:

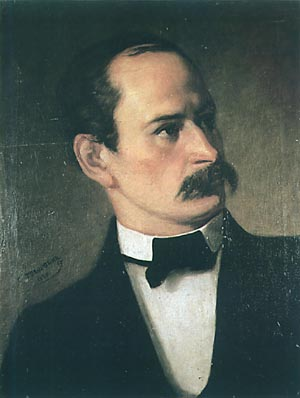
Đuro Daničić
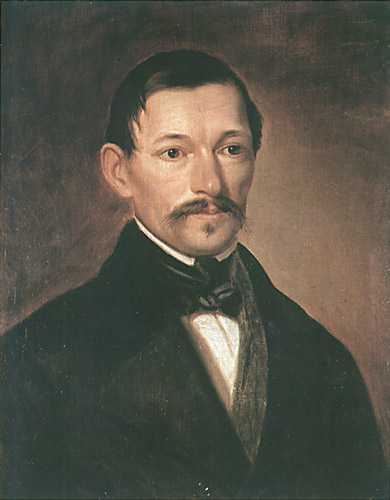
Jovan Sterija Popović
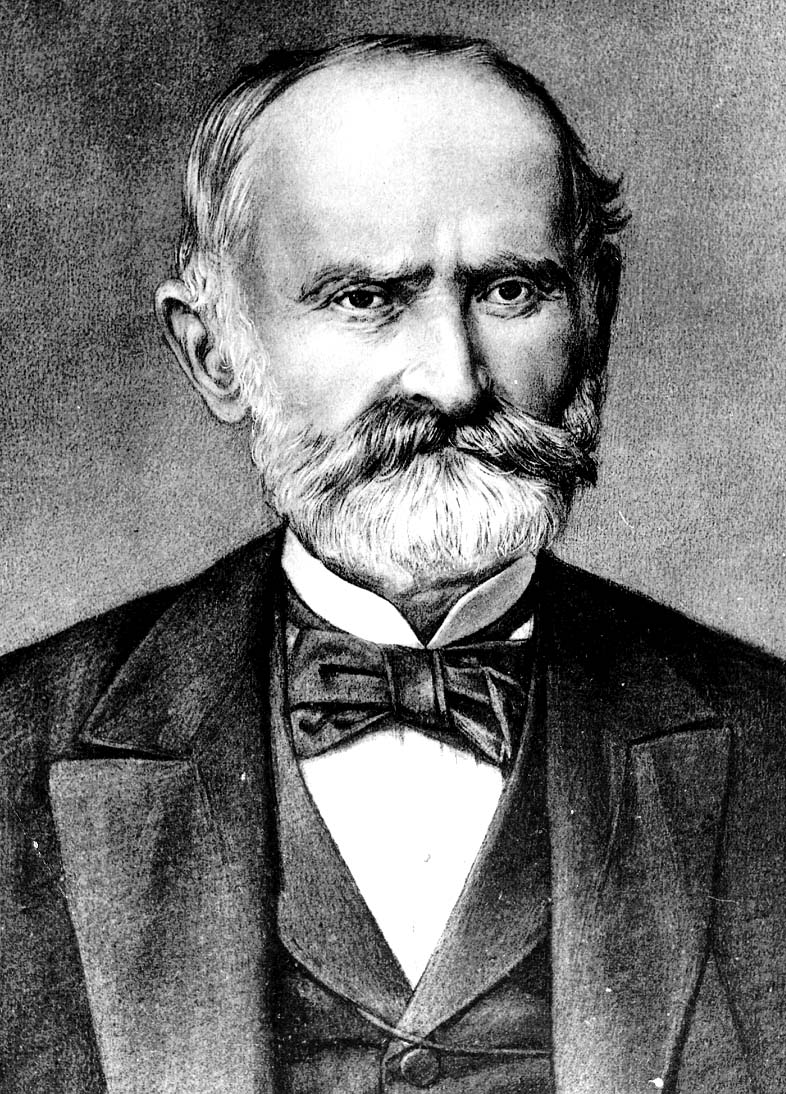
Josif Pančić
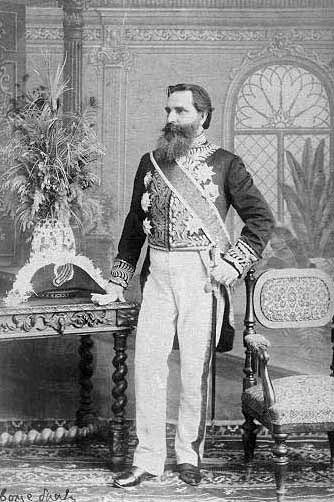
Čedomilj MijatovićČedomilj Mijatović
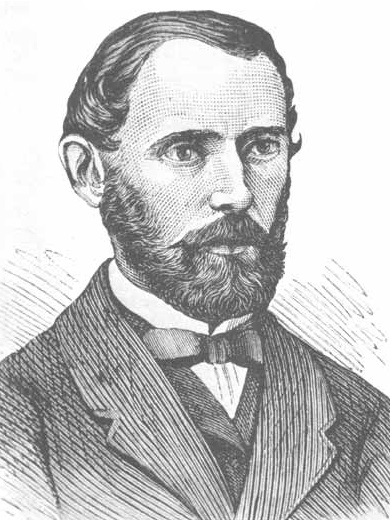
Vladimir Jovanović
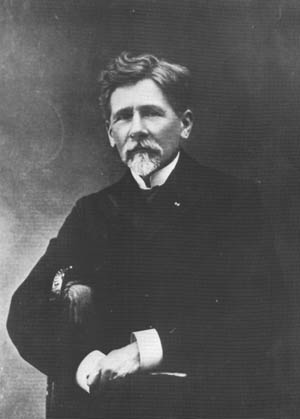
Sima Lozanić